# Atlantische bronstijd
De Atlantische bronstijd is een archeologisch complex van de late bronstijd, ongeveer 1300-700 voor Christus, dat verschillende culturen in Portugal, Andalusië, Galicië, Bretagne en de Britse Eilanden omvat.

## Cultuur
De Atlantische bronstijd wordt gekenmerkt door economische en culturele uitwisselingen die leiden tot een hoge mate van culturele overeenkomsten bij kustgemeenschappen van Galicia tot Schotland. Hieronder valt het veelvuldig gebruik van stenen omheiningen in een vorm die aan Friese ruiters doet denken, op klippen gebouwde forten, en vaak ronde huizen.
Handelscontacten strekten van Denemarken tot het Middellandse Zeegebied. De periode werd gekenmerkt door een aantal regionale centra van metaalproductie, verenigd door een regelmatige maritieme uitwisseling van hun producten. De belangrijkste centra waren Zuid-Engeland en Ierland, het noordwesten van Frankrijk, en het noordwesten van het Iberisch Schiereiland.
De vondsten gerelateerd tot deze cultuur worden vaak gevonden in de vorm van depots of geplaatst bij rituele terreinen, meestal in waterrijke context: rivieren, meren en venen. Tot de meer opvallende producten van dit culturele complex behoren bronzen dubbele-ring kokerbijlen, in Bretagne en Galicië soms begraven in de vorm van grote depots. Wapens als speerpunten met typerende halvemaanvormige openingen, V-getande schilden, en een verscheidenheid aan bronzen zwaarden zoals de karakteristieke karpertongzwaarden (carp's-tongue swords) werden meestal gevonden bij meren, rivieren of rotspartijen. Elitegoederen zoals gearticuleerde braadspitten, ketels en vleeshaken werden gevonden van Centraal-Portugal tot Schotland.
Door John t. Koch en Barry Cunliffe wordt de oorsprong van de Kelten aan deze cultuur toegeschreven. Het Keltisch zou volgens hen als een Atlantische lingua franca ontstaan zijn, die zich later over het vasteland van Europa verspreidde. Dit staat in contrast met de meer algemeen aanvaarde opvatting dat de Keltische oorsprong bij de Hallstattcultuur ligt.

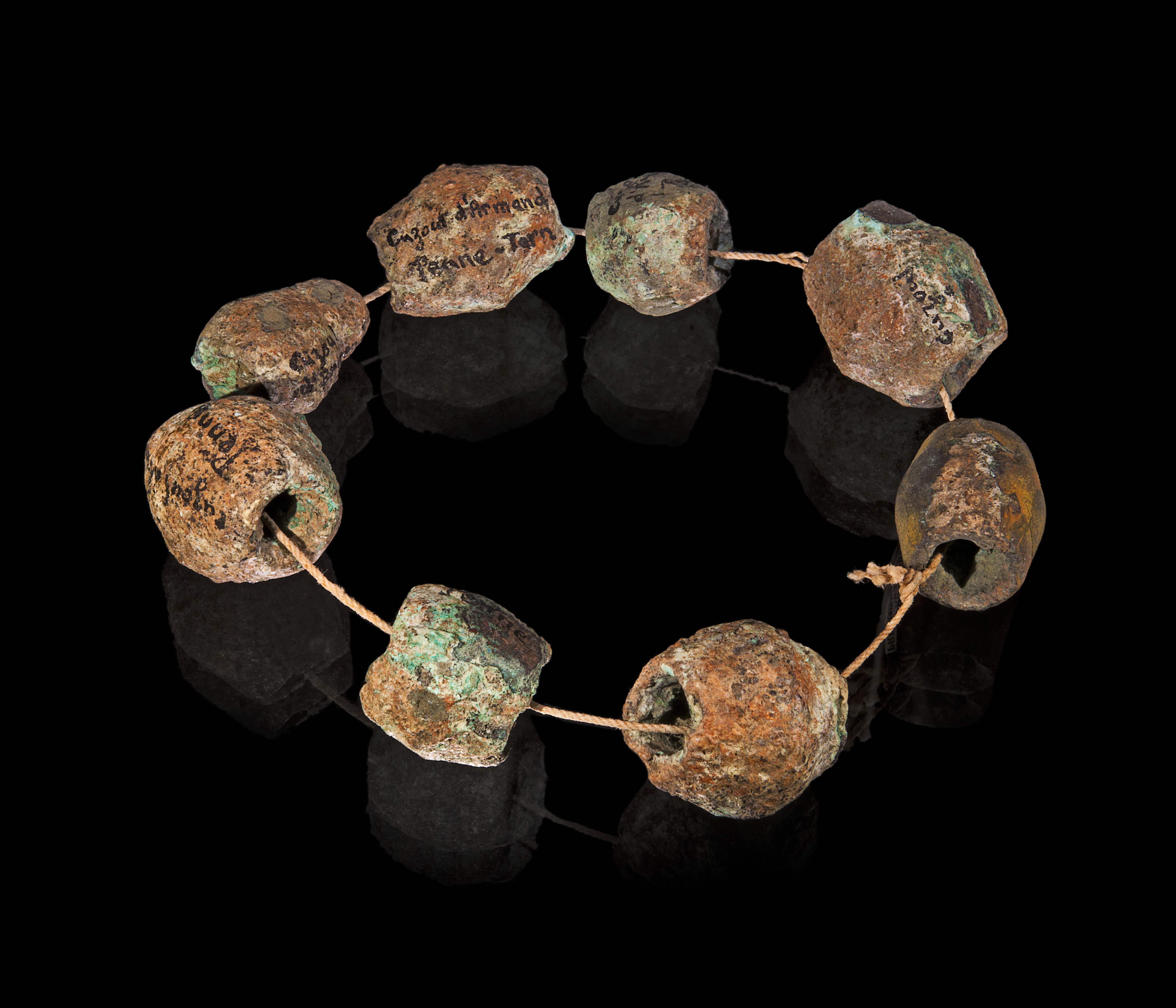
Atlantische bronstijd - museum van Toulouse
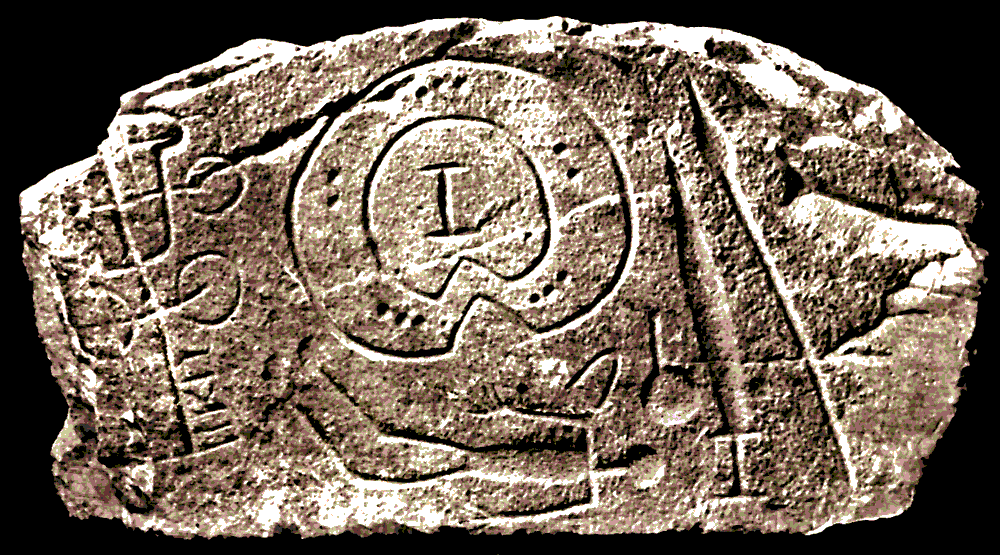
Stele van Logrosán, Extremadura, een krijger met wapens, schild en strijdwagen afbeeldend
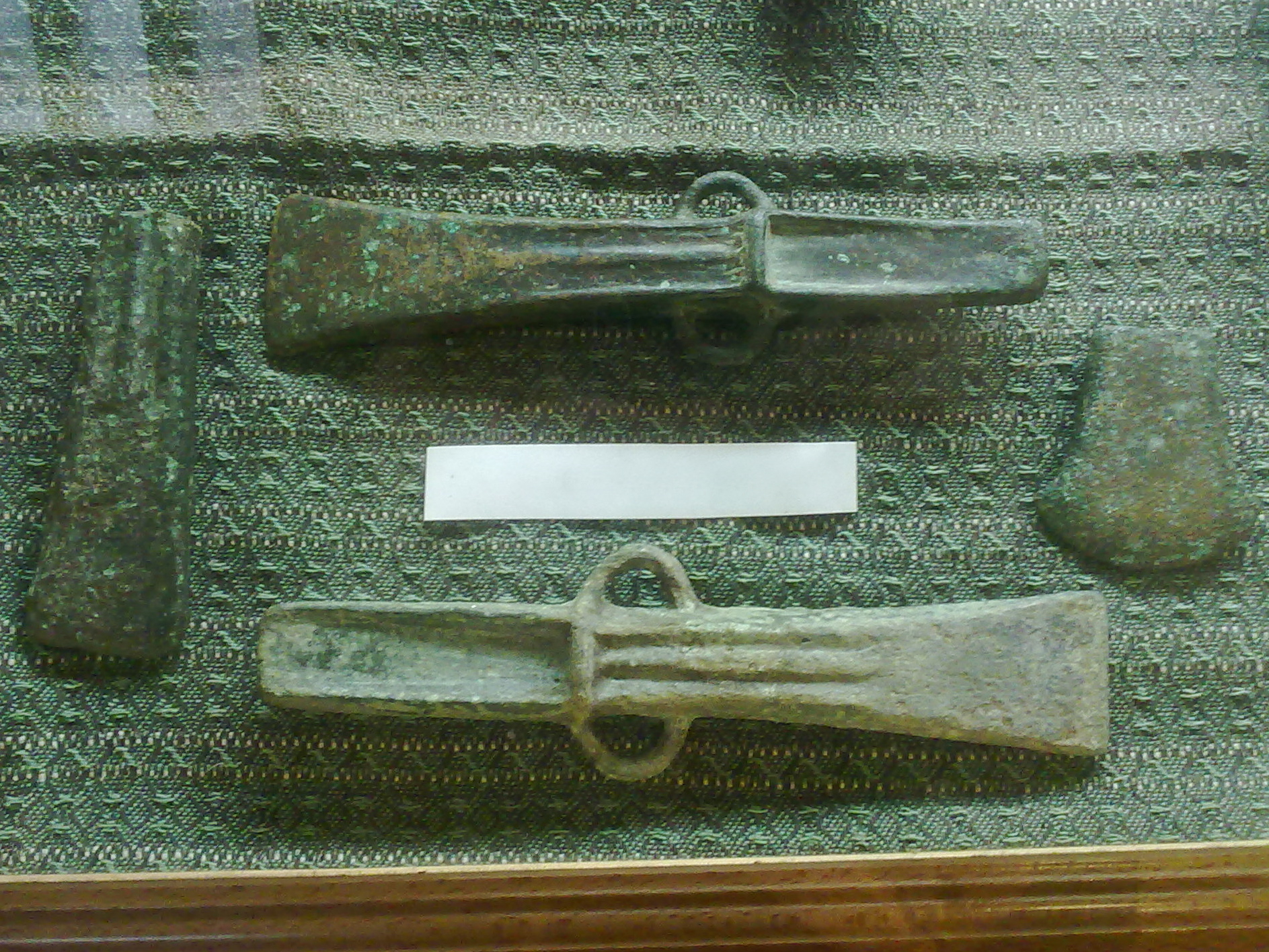
Bronzen bijlen uit Galicië. Museo Catedralicio de Ourense
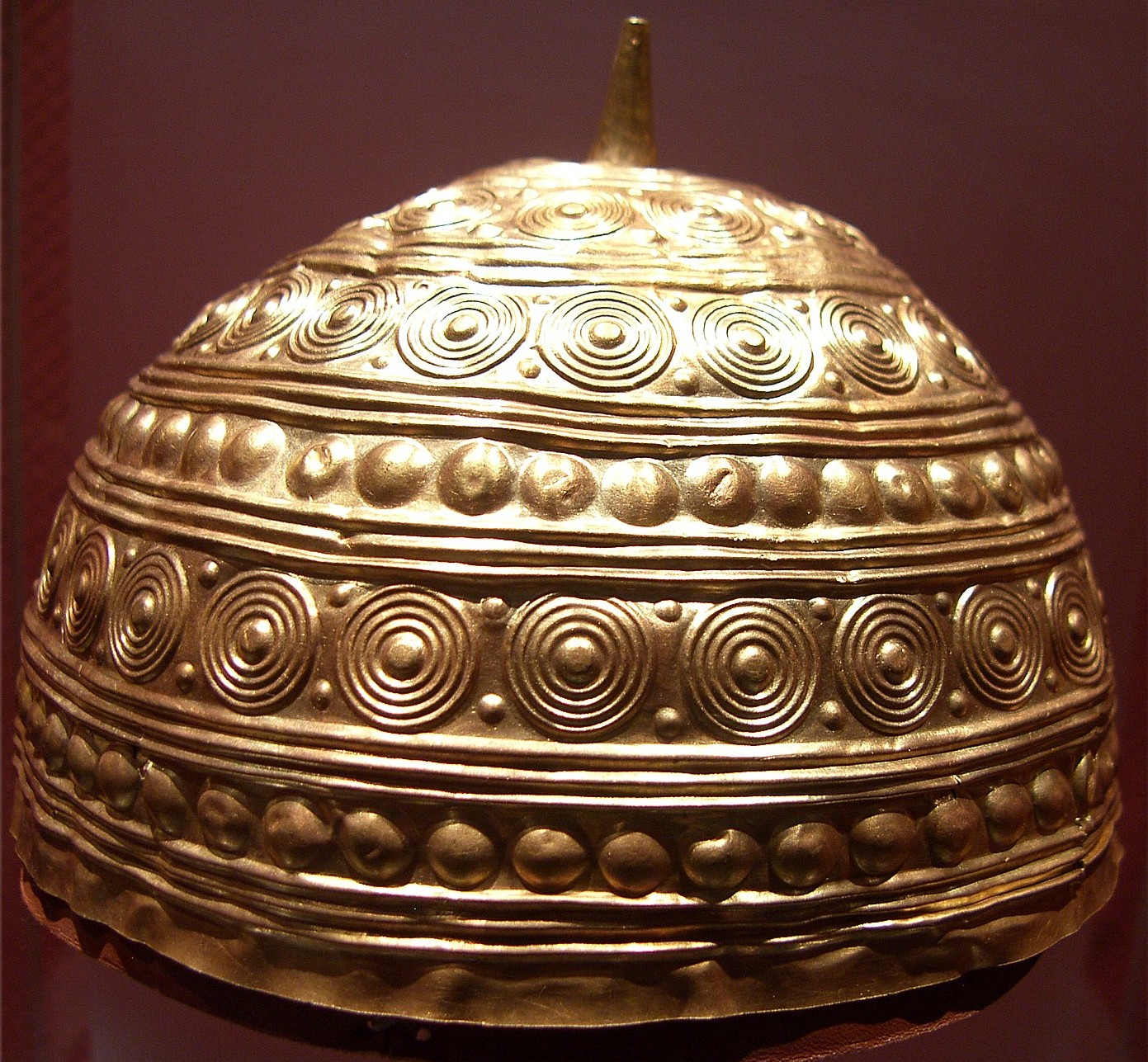
Gouden helm, gevonden in Leiro, Galicië
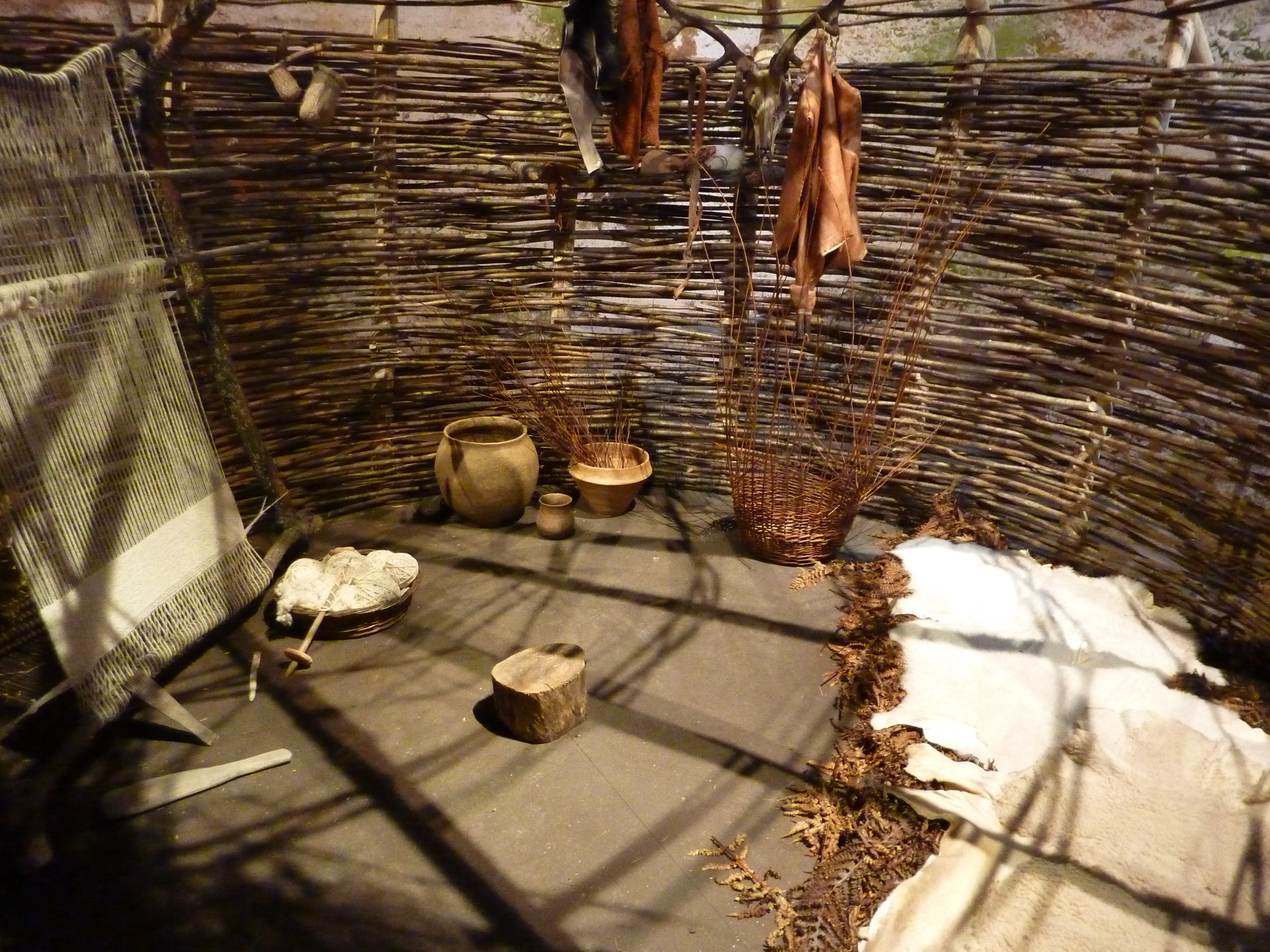
Reconstructie van een bronstijdhut, Campo Lameiro, Galicië